# Farewell Farewell
| Recensione | Giudizio |
| ---------- | -------- |
| AllMusic   |          |

Farewell Farewell è un album dei Fairport Convention pubblicato nel 1979.

## Tracce
1. Matty Groves – 4:48
2. Orange Blossom Special – 4:18
3. John Lee – 3:19
4. Bridge Over The River Ash – 3:19
5. Sir Patrick Spens – 3:56
6. Mr. Lacey – 3:37
7. Walk Awhile – 4:19
8. Bonny Black Hare – 2:42
9. The Journeyman's Grace – 4:43
10. Meet On The Ledge – 6:20
11. Rubber Band – 3:04